# バリー郡 (ミズーリ州)

バリー郡の位置

バリー郡(Barry County)は、アメリカ合衆国ミズーリ州にある郡である。2000年現在の国勢調査では人口34,010人で、郡庁所在地はカスヴィレ (Cassville)である。
郡は1835年に組織され、ケンタッキー州出身でアメリカ合衆国郵政長官などを務めた政治家、ウィリアム・テイラー・バリーに因んで名づけられた。

## 地理
アメリカ合衆国統計局によると、この郡は総面積2,048 km2 (791 mi2) である。このうち2,018 km2 (779 mi2) が陸地で、31 km2 (12 mi2) が水地域である。総面積の1.50%が水地域となっている。そして、マーク・トウェイン国有林（en:Mark Twain National Forest）の中にあるローリング・リバー・ステートパークは、郡の南部にある。

### 隣接郡
- ローレンス郡（北）
- ストーン郡（東）
- キャロル郡 (アーカンソー州)（南東）
- ベントン郡 (アーカンソー州)（南）
- マクドナルド郡（南西）
- ニュートン郡（北西）

### 主な幹線道路
- 国道60号線
- ミズーリ州道37号線
- ミズーリ州道39号線
- ミズーリ州道76号線
- ミズーリ州道86号線
- ミズーリ州道97号線
- ミズーリ州道248号線

## 人口動静

バリー郡の人口ピラミッド

2000年現在の国勢調査で、この郡は人口34,010人、13,398世帯、及び9,579家族が暮らしている。人口密度は17/km2 (44/mi2) である。8/km2 (20/mi2) の平均的な密度に15,964軒の住居が建っている。この郡の人種的構成は白人94.09%、アフリカン・アメリカン0.11%、先住民0.86%、アジア系0.27%、太平洋諸島系0.03%、その他の人種3.25%、及び混血1.38%である。人口の5.04%がヒスパニックまたはラテン系である。ドイツ人15.5%、アメリカ人26.5%、イギリス人11.7%、アイルランド人10.4%をそれぞれ祖先に持っている。
13,398世帯のうち、31.20%が18歳未満の子供と一緒に生活しており、59.30%は夫婦で生活している。8.40%は未婚の女性が世帯主であり、28.50%は家族以外の住人と同居している。24.70%は独身の居住者が住んでおり、11.60%は65歳以上で独居である。1世帯の平均人数は2.51人であり、家庭の場合は2.98人である。
この郡内の住民は26.10%が18歳未満の未成年、18歳以上24歳以下が7.80%、25歳以上44歳以下が26.10%、45歳以上64歳以下が23.90%、及び65歳以上が16.10%にわたっている。中央値年齢は38歳である。女性100人ごとに対して男性は98.30人いて、18歳以上の女性100人ごとに対して男性は95.60人いる。
この郡の世帯ごとの平均的な収入は28,906米ドルであり、家族ごとの平均的な収入は34,043米ドルである。男性は25,381米ドルに対して女性は18,631米ドルの平均的な収入がある。この郡の一人当たりの収入 (per capita income) は14,980米ドルである。人口の16.60%及び家族の11.80%は貧困線以下である。全人口のうち18歳未満の23.50%及び65歳以上の11.90%は貧困線以下の生活を送っている。

## 都市及び町
都市
- カスヴィレ（en:Cassville, Missouri）
- エクセター（en:Exeter, Missouri）
- モネット（en:Monett, Missouri、7,396人）
- パーディー（en:Purdy, Missouri）
- セリグマン（en:Seligman, Missouri）
- ワッシュバーン（en:Washburn, Missouri）
- ウィートン（en:Wheaton, Missouri）

村
- アローポイント（en:Arrow Point, Missouri）
- バターフィールド（en:Butterfield, Missouri）
- チェイン・O・レイク（en:Chain-O-Lakes, Missouri）
- エメラルドビーチ（en:Emerald Beach, Missouri）

町（未編入領域）
- イーグルロック（en:Eagle Rock, Missouri）
- ゴールデン（en:Golden, Missouri）
- ジェンキンス（en:Jenkins, Missouri）
- プレザントリッジ（en:Pleasant Ridge, Missouri）
- シェルノブ（en:Shell Knob, Missouri）
- ヴィオラ（en:Viola, Missouri）
- ウィーラーヴィレ（en:Wheelerville, Missouri）
- ヨンカーヴィレ（en:Yonkerville, Missouri）

## 郡区
バリー郡は25の郡区に分かれている。
- アッシュ（Ash）
- バターフィールド（Butterfield）
- キャップスクリーク（Capps Creek）
- コーシカナ（Corsicana）
- クレインクリーク（Crane Creek）
- エクセター（Exeter）
- フラットクリーク（Flat Creek）
- ジェンキンス（Jenkins）
- キングスプレーリー（Kings Prairie）
- リバティー（Liberty）
- マクドナルド（McDonald）
- マクダウェル（McDowell）
- ミネラル（Mineral）
- モネット（Monett）
- マウンテン（Mountain）
- オザーク（Ozark）
- パイオニア（Pioneer）
- プレザントリッジ（Pleasant Ridge）
- パーディ（Purdy）
- ローリングリバー（Roaring River）
- シェルノブ（Shell Knob）
- シュガークリーク（Sugar Creek）
- ワッシュバーン（Washburn）
- ウィートン（Wheaton）
- ホワイトリバー（White River）